# 13841 Blankenship
13841 Blankenship è un asteroide della fascia principale. Scoperto nel 1999, presenta un'orbita caratterizzata da un semiasse maggiore pari a 2,3948766 UA e da un'eccentricità di 0,1272209, inclinata di 1,09151° rispetto all'eclittica.